# Mesulame Rakuro
Mesulame Rakuro (ur. 12 maja 1932 w Nailaga, zm. 13 czerwca 1969 w Lautoce) – fidżyjski lekkoatleta specjalizujący się w rzucie dyskiem i pchnięciu kulą, olimpijczyk.
Dwukrotnie reprezentował swój kraj na igrzyskach olimpijskich: W 1956 podczas igrzysk w Melbourne zajął 15. miejsce w rzucie dyskiem z wynikiem 47,24 m. W 1960 podczas igrzysk w Rzymie zajął 32. miejsce w kwalifikacjach rzutu dyskiem z wynikiem 47,18 m i nie wszedł do finału.
Również dwukrotnie starował na igrzyskach Imperium Brytyjskiego i Wspólnoty Brytyjskiej. W 1954 w Vancouver zajął 8. miejsce w rzucie dyskiem oraz odpadł w eliminacjach sztafety 4 × 110 jardów, a w 1958 w Cardiff zajął 5. miejsce w rzucie dyskiem.
Trzykrotnie zdobywał złote medale na Igrzyskach Południowego Pacyfiku - w 1963 w rzucie dyskiem i pchnięciu kulą, oraz w 1966 w rzucie dyskiem.
Ustanowiony przez niego w 1958 rekord Fidżi w rzucie dyskiem na odległość 51,84 m został poprawiony dopiero 17 maja 2019 przez Mustafę Falla wynikiem 53,89 m.
Zmarł nagle w wieku 38 lat.

## Rekordy życiowe
| Dystans      | Wynik | Miejsce | Data            | Uwagi                  |
| ------------ | ----- | ------- | --------------- | ---------------------- |
| rzut dyskiem | 51,84 | Londyn  | 4 sierpnia 1958 | rekord Fidżi 1958–2019 |